# Alliance anglo-marocaine
L'alliance anglo-marocaine a été établie à la fin du XVIe siècle et au début du XVIIe siècle entre le royaume d'Angleterre et l'Empire chérifien. Les accords commerciaux avaient été établis  par la reine d'Angleterre Élisabeth Ire et le sultan marocain Ahmed al-Mansour sur la base d'une hostilité mutuelle au roi espagnol Philippe II. Le commerce des armes a dominé les échanges  et les nombreuses tentatives de la collaboration militaire directe ont été aussi faites.
L'alliance a été maintenue pendant quelque temps par leurs successeurs.

## Contexte
L'alliance entre les deux états développés pendant le XVIe siècle des d'échanges commerciaux réguliers, en grande partie grâce au travail de la famille Amphlett. Le commerce européen avec le Maroc avait été dominé par l'Espagne, le Portugal et Gênes, mais en 1541 le Portugal a subi la perte de Safi et Agadir, lâchant leur prise sur la zone.
Après la navigation du Lion de Thomas Wyndham entre  1551 et 1585 l'établissement de l'entreprise Barbary company, le commerce s'est développé entre l'Angleterre et la côte des Barbaresques et particulièrement le Maroc.
Le sucre, les plumes d'autruche et le salpêtre (« sel de pierre ») du Maroc étaient typiquement échangés contre des tissus anglais et des armes à feu, malgré les protestations de l'Espagne et du Portugal.
Élisabeth Ire avait de nombreux échanges avec le sultan Abd Al-Malik pour faciliter le commerce et obtenir des avantages pour des commerçants anglais.
Le sultan parle l'espagnol et l'italien aussi bien que l'arabe. En 1577 il a écrit à la reine en espagnol, en signant AbdelMeleck en latin. Durant la même année, la reine a envoyé Edmund Hogan comme ambassadeur à la cour marocaine. 

## Alliance

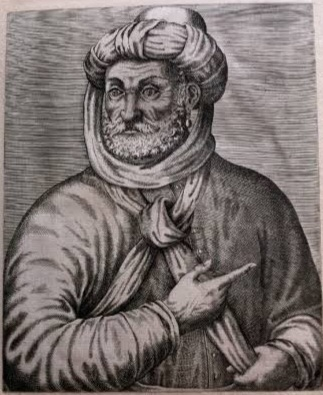
Sultan Ahmad El-Mansour

Élisabeth était initialement réticente à développer un commerce des armes avec le Maroc, par crainte de la critique par d'autres pays chrétiens, comme a été communiquée par Hogan au sultan en 1577. Les contacts ont cependant été développés en alliance politique en conséquence des nouveaux échanges diplomatiques entre Élisabeth Ire et le sultan Ahmed al-Mansour, après la défaite du Portugal à la bataille des Trois Rois en 1578.

### Guerre anglo-espagnole

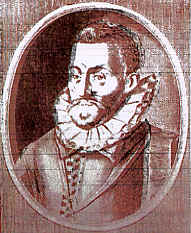
Antoine de Portugal

Les relations se sont intensifiées avec l'intronisation du roi d'Espagne Philippe II comme roi du Portugal en 1580 et l'advenue de la guerre anglo-espagnole en 1585. En 1581, Élisabeth a autorisé l'exportation du bois de construction de qualité navale au Maroc en échange du salpêtre, un ingrédient nécessaire dans la poudre. L'établissement de l'Entreprise Barbary Company en 1585 a  donné un monopole à l'Angleterre sur le commerce avec le Maroc pendant 12 ans. En 1585, par l'ambassadeur d'Henry Roberts, Élisabeth a essayé d'obtenir l'aide du sultan dans le soutien d'Antoine de Portugal. En 1588, Ahmed al-Mansour a accordé des privilèges spéciaux aux commerçants anglais.
Dans ses lettres à Ahmed al-Mansour, Élisabeth, pendant une durée de 25 ans, décrivait continuellement la relation entre les deux pays comme « La buena amistad y confederación que hay entre nuestras coronas » (« la grande amitié et la coopération qui existe entre nos Couronnes ») et se présentait elle-même comme « Vuestra hermana y pariente según ley de corona y ceptro » (« Votre sœur et parent selon la loi de la Couronne et le Sceptre »).
En janvier 1589, Ahmed al-Mansour par l’intermédiaire de son ambassadeur Marzuq Rais (Mushac Reyz), a demandé à la reine la provision d'avirons, de charpentiers et de constructeurs de navires, et aussi leur  transport sur des bateaux anglais, en échange d'une contribution de 150 000 ducats et son aide militaire pour une expédition anglo-marocaine contre l'Espagne en faveur du prétendant portugais. Il a aussi demandé l'aide militaire anglaise en cas de conflit avec des pays non-chrétiens voisins. Élisabeth ne pouvait pas satisfaire ces demandes complètement, particulièrement le transport de forces marocaines et la négociation s'est avancée jusqu'à la mort d'Antoine du Portugal en 1595.
En 1589 l'expédition  anglaise au Portugal s'est soldée par un échec espérant en vain des renforts du Maroc. Seul l'ambassadeur marocain Marzuq Rais accompagnait l'expédition, à bord du vaisseau amiral d'Antoine du Portugal, déguisé en noble portugais.

### Ambassade de 1600

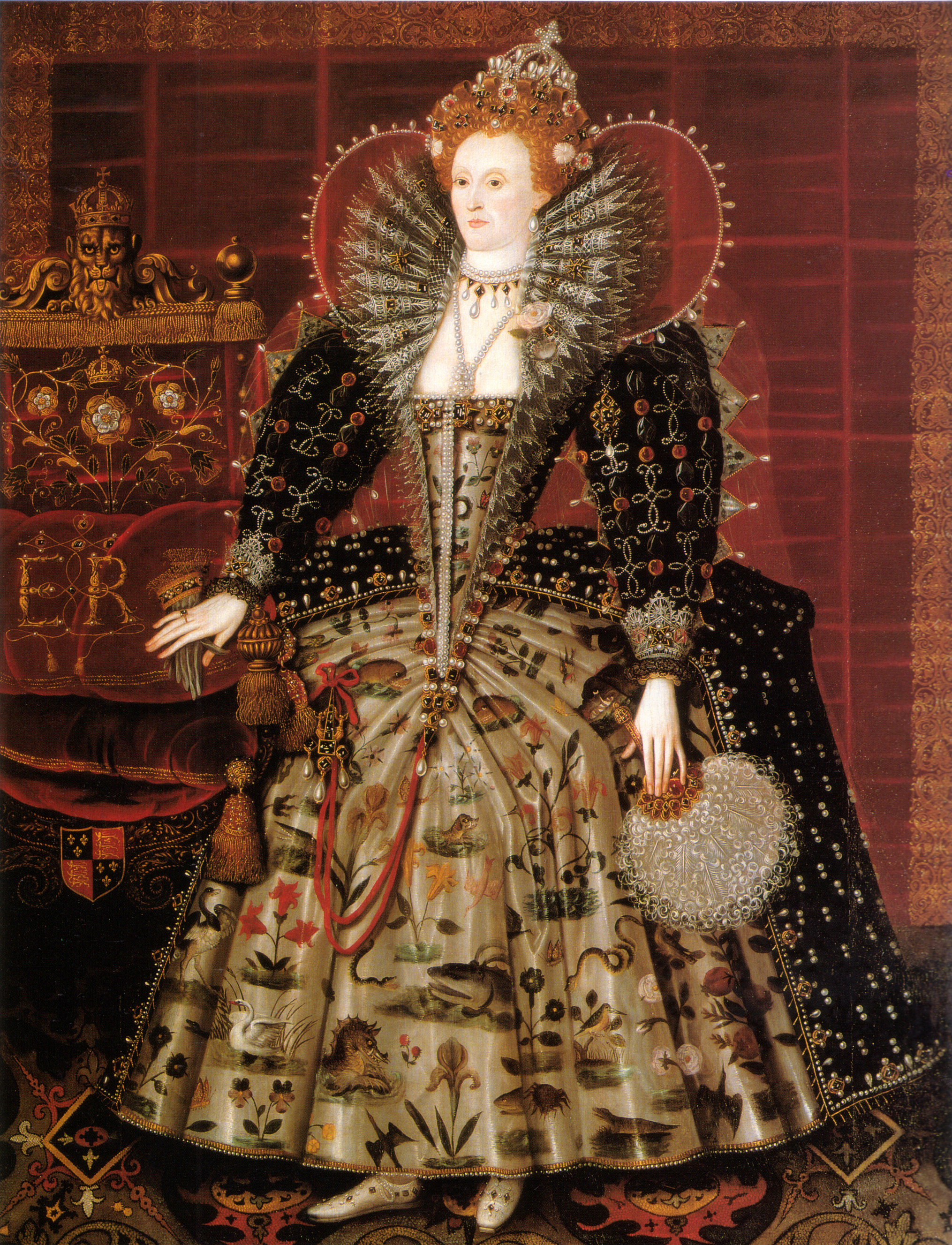
Élisabeth Ire d'Angleterre 1599, debout sur un tapis d'Orient par Nicholas Hilliard.

Les relations diplomatiques ont continué à s'intensifier entre Élisabeth et les côtes barbaresques. L'Angleterre est entrée dans une relation de commerce avec le Maroc nuisible à l'Espagne, la vente d'armures, de munitions, de bois de construction, de métal en échange du sucre marocain, malgré une interdiction papale, le nonce apostolique en Espagne a dit à Élisabeth « there is no evil that is not devised by that woman, who, it is perfectly plain, succoured Mulocco (Abd-el-Malek) with arms, and especially with artillery ».
En 1600, Abd el-Ouahed Ben Messaoud, le secrétaire principal du sultan  marocain Ahmed al-Mansour, se rend  comme  ambassadeur à la cour de la reine Élisabeth Ire. Abd el-Ouahed Ben Messaoud a passé six mois à la cour d'Élisabeth, pour négocier une alliance contre l'Espagne. Le sultan marocain a voulu l'aide d'une flotte anglaise pour envahir l'Espagne, Élisabeth a refusé, mais a accueilli l'ambassade comme un signe d'assurance et a au lieu de cela accepté d'établir des accords commerciaux. La reine Élisabeth et le sultan Ahmed al-Mansour ont continué à discuter des plans divers pour des opérations militaires combinées, Élisabeth a demandé un paiement de 100 000 livres à l'avance au sultan Ahmed al-Mansour pour la provision d'une flotte et le sultan marocain a demandé un grand bateau. Élisabeth a consenti à vendre des provisions de munitions pour le Maroc et elle et Ahmed al-Mansour ont parlé d'une opération commune contre l’Espagne. Les discussions cependant sont restées peu concluantes.

### JacquesVIetIer

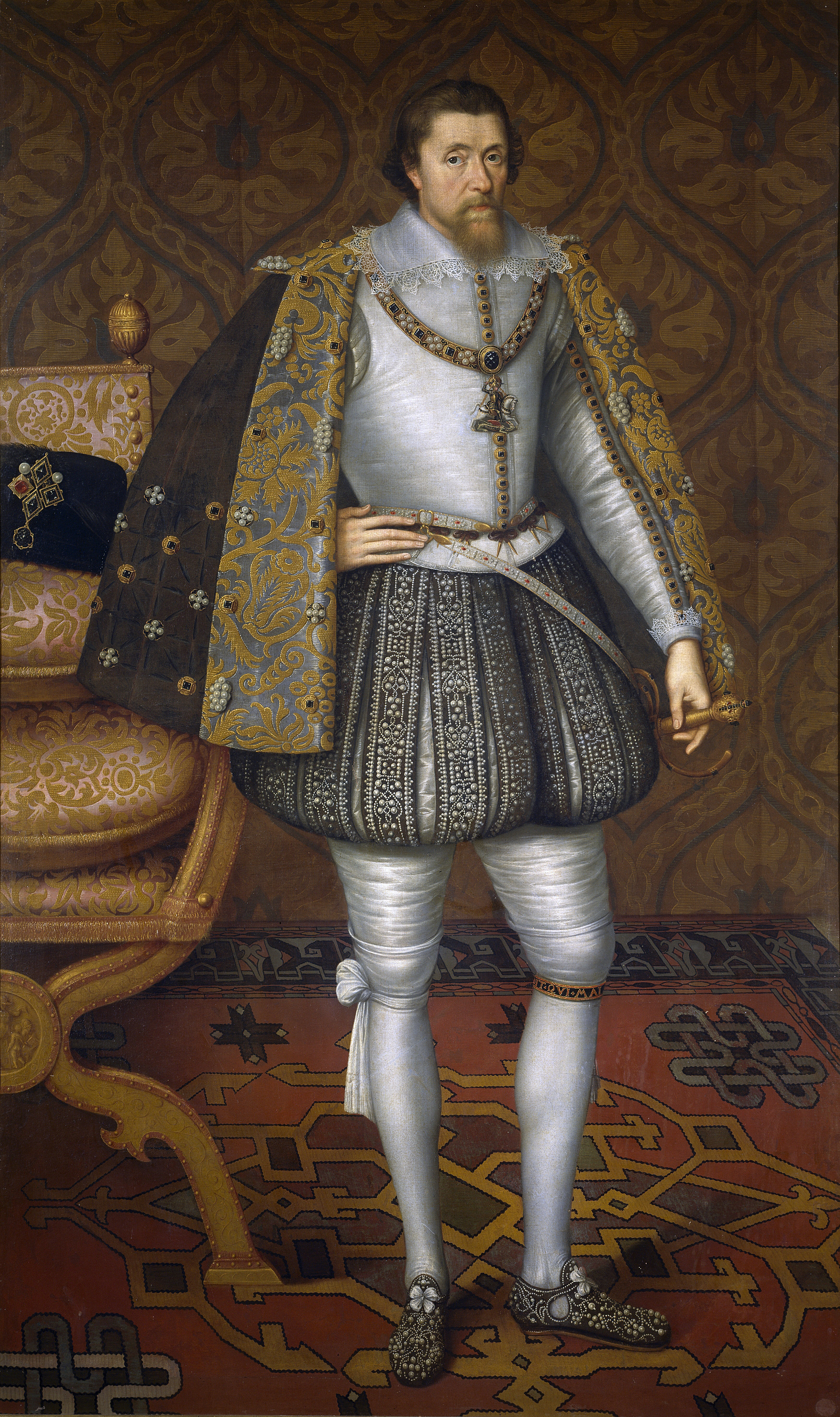
Le roi d'Angleterre Jacques Ier durant la période 1603-1613, debout sur un tapis d'Orient, par Paul van Somer (1576-1621).

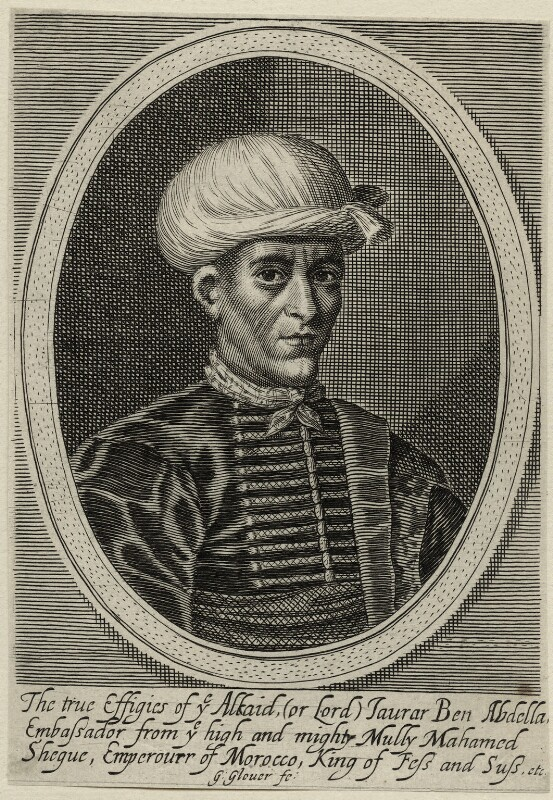
Ambassadeur marocain Jawdar Ben Abdellah 1637

Le Maroc était tombé dans un état d'anarchie après la mort d'Ahmed Al-Mansur en 1603. James a fait la paix avec l'Espagne durant son accession en 1603, avec le traité de Londres. Des relations ont continué sous Jacques Ier, il a envoyé à son ambassadeur John Harrisson à Muley Zaydan en  1610 et de nouveau en  1613 et 1615 pour obtenir la sortie de captifs anglais au Maroc. Des corsaires anglais comme Jack Ward ont continué à prospérer en collaboration avec les côtes barbaresques, y compris le Maroc.
Pendant la guerre de Trente Ans sous la domination de Charles Ier, l'Angleterre a cherché l'aide militaire marocaine contre l'Espagne a Tetouan et Salé. L'Angleterre avait espéré obtenir la coopération marocaine après l'attaque anglaise sur la ville de Cadix (1625) mais la campagne fut un désastre et a ruiné le prestige de l'Angleterre.
Le 10 mai 1627, l'Angleterre a passé un accord avec un de ses chefs militaires locaux, le leader Sidi M'hamed el-Ayachi pour obtenir son aide dans la liberation de captifs anglais, en échanges de provisions et d'armes. L'Angleterre et El-Ayashi ont collaboré pour une durée d'environ 10 ans, comme dans la libération de la ville de Mehdia.
En 1632, la ville de Salé, un port majeur de la piraterie, a été conjointement prise par un escadron anglais et des forces marocaines, permettant la pacification de la ville et la sortie de prisonniers chrétiens.
Le 13 mai 1637, une Convention a été signée entre Charles Ier et Sidi Mohammed el-Ayachi, le maître de Salé, tenant compte de la provision d'armement militaire au Sultan.

### Les ambassadeur de Moulay Ismail
Les relations ont continué sous le sultan marocain Moulay Ismail. En 1682, il a envoyé Mohamed Ben Haddou comme ambassadeur à la cour anglaise de Charles II Mohammed est resté six mois en Angleterre. Il a visité Oxford, Cambridge et Society among Royal ainsi que beaucoup d'autres endroits, comme la cathédrale Saint-Paul. 
Un des hauts points de ces contacts s'est produit en 1720-21, quand l'ambassadeur anglais John Windus et le commodore Charles Stewart se sont rendus au Maroc. Ils ont obtenu la signature d'un traité diplomatique avec le Maroc pour la première fois et sont rentrés à la maison avec 296 esclaves britanniques libérés. Des ambassadeurs marocains ont été de nouveau envoyés en Angleterre en 1726 (Mohammed Ben Ali Abgali) et en 1727 un nouveau traité a été signé par John Russel avec le successeur de Mulay Ismail.

## Impact sur la littérature

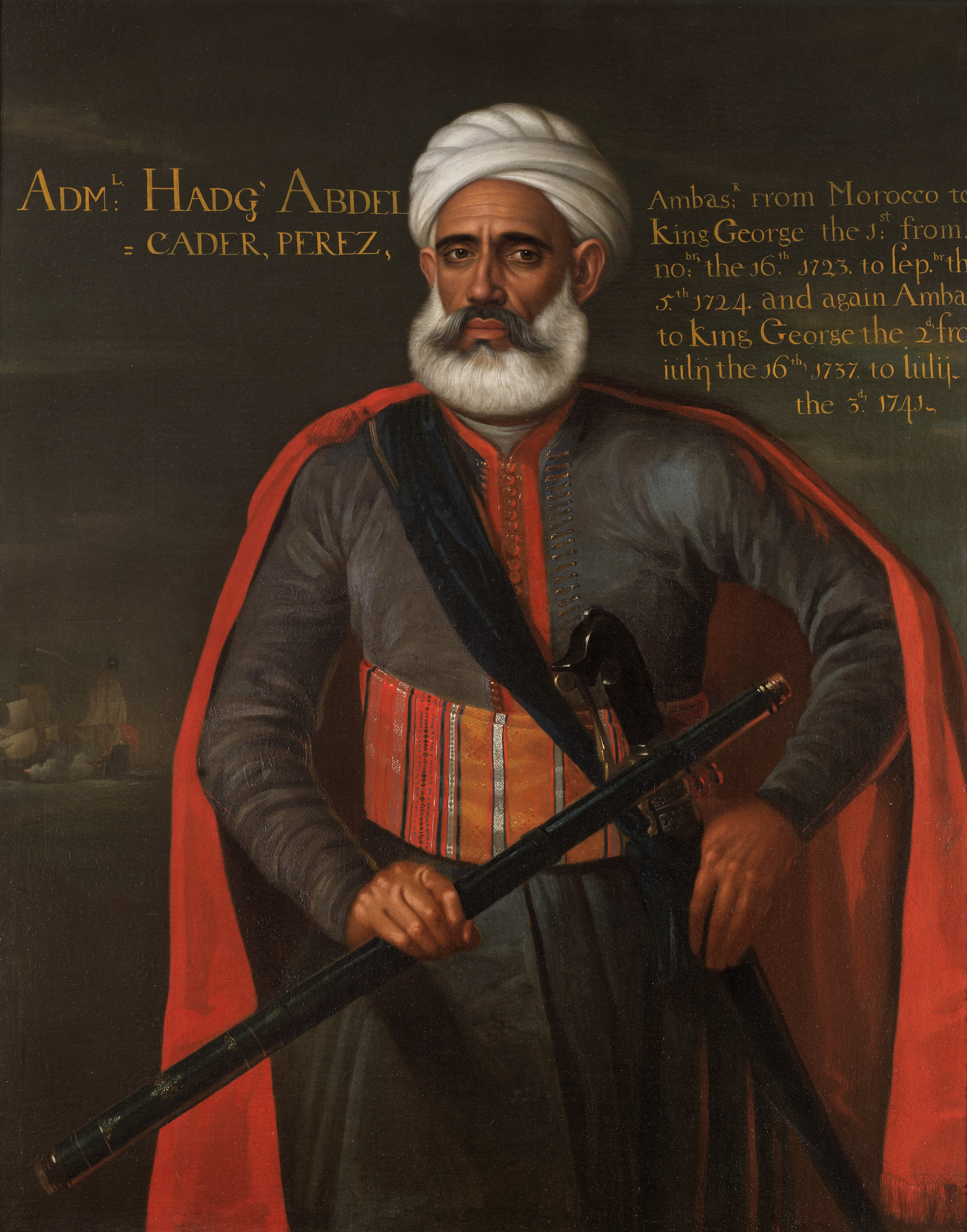
Abdelkader Perez, ambassadeur en Angleterre, peinture anglaise d'auteur inconnu

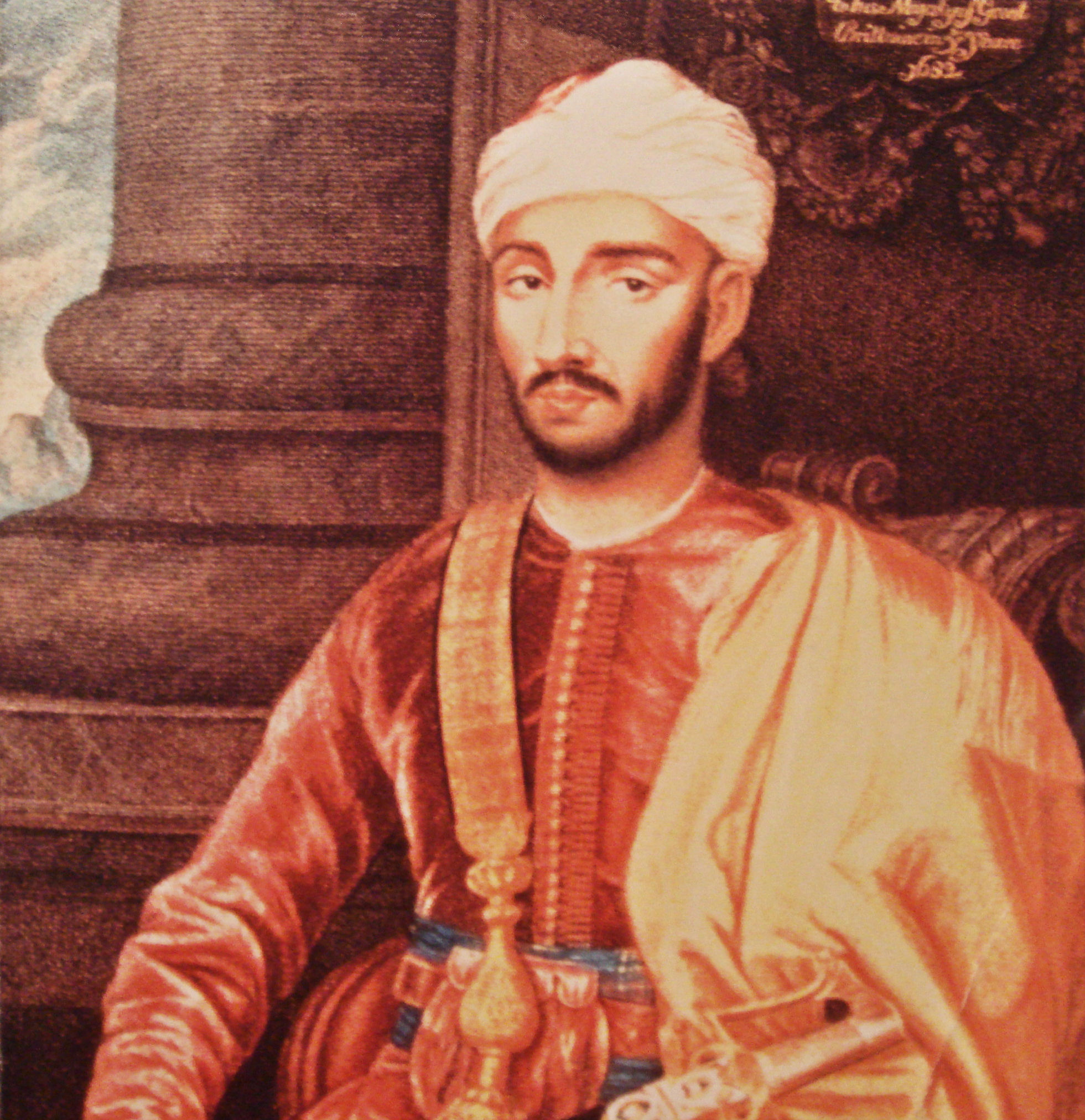
Mohamed Ben Haddou en Angleterre en 1682

Ces relations intenses entre l'Angleterre et le Maroc sont considérés comme ayant eu un impact direct sur les productions littéraires de l'époque en Angleterre, en particulier les œuvres de Shakespeare, ou La Bataille de l'Alcazar de George Peele. Ces contacts ont influencé la création des personnages de Shylock, ou le prince du Maroc dans Le Marchand de Venise. Il a même été suggéré qu'Abd el-Ouahed ben Messaoud a inspiré le personnage du héros maure Othello de Shakespeare.